# Bailables n.º 12
Bailables № 12, es el vigésimo álbum del arpista Hugo Blanco y su Conjunto, grabado en 1980 y el décimo segundo volumen de esta serie "Bailables". En esta producción musical de Blanco, con su destacado coro mixto dando así a los éxitos internacionales como son los casos de "Mala Pata" y "En Mi Cumpleaños","Antes" y "Mañana Vas a Llorar". 

## Pistas
| Número | Canción                           | Duración |
| ------ | --------------------------------- | -------- |
| 1.     | "Mañana Vas a Llorar" Hugo Blanco |          |
| 2.     | "En Mi Cumpleaños" Hugo Blanco    |          |
| 3.     | "Antes" Hugo Blanco               |          |
| 4.     | "María Mercé" Hugo Blanco         |          |
| 5.     | "Al Fin Pasó" Hugo Blanco         |          |
| 6.     | "Mala Pata" Hugo Blanco           |          |
| 7.     | "Chapoteando" Hugo Blanco         |          |
| 8.     | "Levántate" Hugo Blanco           |          |
| 9.     | "Arena Caliente" Hugo Blanco      |          |